# Conus rosalindensis
Espèce
Statut de conservation UICN

 LC  : Préoccupation mineure
Conus rosalindensis est une espèce de mollusques gastéropodes marins de la famille des Conidae.
Comme toutes les espèces du genre Conus, ces escargots sont prédateurs et venimeux. Ils sont capables de « piquer » les humains et doivent donc être manipulés avec précaution, voire pas du tout.

## Distribution
Cette espèce est présente dans la mer des Caraïbes du Honduras à la Colombie.

### Niveau de risque d’extinction de l’espèce
Selon l'analyse de l'UICN réalisée en 2011 pour la définition du niveau de risque d'extinction, cette espèce est présente sur les bancs et les îles au large du Honduras, du Nicaragua et de la Jamaïque (banc Rosalind). Il n'y a pas de menaces connues pour cette espèce. Elle se trouve principalement dans des zones inhabitées. Cette espèce est classée dans la catégorie " préoccupation mineure ".

## Taxonomie

### Publication originale
L'espèce Conus rosalindensis a été décrite pour la première fois en 1998 par le malacologiste américain Edward James Petuch (d) dans « La Conchiglia »,.

### Synonymes
- Conus (Dauciconus) rosalindensis Petuch, 1998 · appellation alternative
- Conus (Purpuriconus) rosalindensis Petuch, 1998 · non accepté
- Purpuriconus rosalindensis (Petuch, 1998) · non accepté